# Neko (software)
Neko es una aplicación de código abierto portada a múltiples arquitecturas que muestra a un gato animado corriendo por la pantalla persiguiendo al cursor cada vez que este se mueve.
Además, neko (猫, ねこ) es la palabra japonesa  para gato.

## Funcionamiento
Neko fue originalmente escrito para el computador NEC PC-9801 por Masayuki Koba. Más tarde fue portado como un accesorio de escritorio a los computadores Macintosh en 1989 por el programador Kenji Gotoh, seguido de una versión para el sistema de ventanas X por Masayuki Koba.
Al ejecutar el programa, un sprite animado de un gato correrá por toda la pantalla persiguiendo al cursor del ratón. En la versión para Macintosh System 7, el puntero fue modificado a muchos animales como un ratón, un pececillo, o un pajarito. Cuando Neko atrapa el ratón, se detiene por unos cuantos segundos, se rasca en una parte de su cuerpo, y a continuación, se deja caer dormido hasta que el ratón se vuelva a mover.

## Más apariciones
Neko ha sido portado a diferentes sistemas y programas:
- En 1995, un juego shareware para Macintosh llamado Kitten Shaver usó sprites que lucían similares a Neko. El objetivo del juego era cruel pero humorístico, el jugador tenía que afeitar a los gatos, con varias capas de la piel, mientras corrían a través de la pantalla dentro de un tiempo limitado. Kitten Shaver fue una parodia de otro juego llamado Bunny Killer.  Kitten Shaver fue un éxito, al igual que la secuela Kitten Shaver 2: Kitty's Revenge, publicado en 1997.
- Neko ha sido portado a otros sistemas y arquitecturas:
  - Hay un protector de pantalla para los computadores NEXTSTEP.
  - Neko está disponible para RISC OS
  - Amekoes un port realizado en 1997 para el sistema Amiga por Carl Revell.[2]
  - También ha sido portado a Mac OS X. El programa tardó 5 años para pasar de la versión .91a a la versión .92a, un binario universal. Existe también una aplicación para OS X 10.4 y más.[3]
  - Dara Khani hizo un port para los subsistemas Microsoft Windows 3.1.[1]
  - David Harvety realizó un port para Windows 95 usando el código para X.
  - Se ha portado también para las versiones de Windows x86_64, así como también para el procesador Dec Alpha y las versiones de Windows NT para el procesador MIPS.
  - Una versión para BeOS fue escrita desde cero porGreg Weston como una demostración de la tecnología replicadora de BeOS. Una versión mejorada de Neko está disponible por John Yanarella.[4]
  - IBM OS/2 2.0 incluía Neko como un programa de entretenimiento.
  - Se usa una demo de un port de Neko para la librería XCB.
  - Oneko es un port de Neko para X, para los subsistemas Linux y BSD.
  - Existe un port llamado NekoCat para los dispositivos con Palm OS hecho por Laurent Duveau.
  - También hay una versión para iPhone llamada WebNeko.
  - Hay un fondo de pantalla basado en Neko para X para los sistemas Android llamado Xnekodroid.[5] Otro port llamado ANeko corre encima de los programas, ya que este es un programa en si, y no solo un fondo de pantalla.[6]
  - Hay un widget para Opera también.[7]
  - Asimismo hay un port para el Windows Mobile 6.5, creado por Jayson Ragasa.[8]
  - Hay ports de Neko creados por los entusiastas de los microcontroladores Arduino.[9]
  - Hay un port hecho en Java y Swing.[10]
  - Hay una versión hecha para Sugar en Python por Sebastián Silva y Laura Vargas. En esta versión Neko es filósofo y comparte consejos con los niños.[11]

## Oneko
Oneko es el nombre de un port de Xneko para los sistemas GNU/Linux y BSD, ambos derivados de Unix. El programa tiene 5 personajes para elegir, además de varias configuraciones, como el color de fondo o de borde.
Su instalación en GNU/Linux se realiza dependiendo del sistema de paquetería usado, en distribuciones basadas en Debian, por ejemplo:
```
# sudo apt-get install oneko
```

En distros que usan el gestor de paquetes YUM, el utilizado por Fedora:
```
# yum install oneko
```

Los personajes que se pueden elegir son 5:
- Por defecto, al invocar la orden oneko el personaje usado es Neko, un gato.
- Con el parámetro -dog, el personaje usado es un perro.
- Con el parámetro -tora, el personaje usado es un tigre rayado.
- Con el parámetro -sakura, el personaje utilizado es Sakura Kinomoto, la protagonista del anime Sakura Cardcaptor.
- Con el parámetro -tomoyo, el personaje utilizado es Tomoyo Daidōji, también del anime Sakura Cardcaptor.